# Symplocos acuminata
Symplocos acuminata är en tvåhjärtbladig växtart som beskrevs av Richard Henry Beddome. Symplocos acuminata ingår i släktet Symplocos och familjen Symplocaceae. Inga underarter finns listade i Catalogue of Life.